# Vestiges des Thermes romains de la maison dite Lamartine
Les  vestiges des thermes romains dans les sous-sols de la maison dite de Lamartine à Aix-les-Bains, sont un espace historique protégé situé en France sur la commune d'Aix-les-Bains, dans le département de la Savoie en région Auvergne-Rhône-Alpes.
Les sous-sol de l'édifice abritent des vestiges romains thermalistes.
Ces lieux font l’objet d’un classement au titre des monuments historiques par arrêté du 9 août 1921.

## Localisation
Les vestiges sont situés sur les premières hauteurs du centre-ville d'Aix-les-Bains, en bordure du quartier Chantemerle-Saint-Pol, rue du Bain-Henri-IV.

## Histoire
Depuis l'Antiquité, Aix-les-Bains fut une cité thermale mondialement connue.